# Золтан Келемен
Зо́лтан Келеме́н (рум. Zoltán Kelemen, угор. Kelemen Zoltán; *31 липня 1986, М'єркуря-Чук, Харгіта, Румунія) — румунський фігурист, що виступає у чоловічому одиночному фігурному катанні, найсильніший румунський фігурист-одиночник 2-ї половини 2000-х років.

## Кар'єра
Золтан почав кататися на ковзанах у 6-річному віці в рідному румунському містечку М'єркуря-Чук, де живе й тренується й понині.
Золтан Келемен — триразовий чемпіон Румунії з фігурного катання (2007—09, поспіль). На Чемпіонатах Європи та світу з фігурного катання він посідає переважно невисокі місця, рідко відбираючись для виконання довільної програми.
У вересні 2009 року на турнірі «Nebelhorn Trophy» спортсмен став 13-м, відтак заробивши для Румунії одне місце в олімпійському турнірі чоловічого одиночного розряду з фігурного катання на XXI Зимових Олімпійських іграх (Ванкувер, 2010). У цьому ж сезоні (2009/2010) на Чемпіонаті Європи з фігурного катання 2010 року, відкатавшись без зривів і показавши свої персоналбест, добився свого першого відносного успіху — пройшов у довільну програму, зрештою опинившись наприкінці 2-го десятка найсильніших фігуристів-одиночників Європи (19-те місце). 16 лютого 2010 року на олімпійському турнірі фігуристів-одиночників (XXI Зимова Олімпіада, Ванкувер, 2010) не зміг кваліфікуватися у довільну, фінішувавши на передостанньому 29-му місці.

## Спортивні досягнення

### Після 2004 року
| Сезони/Змагання                                    | 2004/2005 | 2005/2006 | 2006/2007 | 2007/2008 | 2008/2009 | 2009/2010 |
| -------------------------------------------------- | --------- | --------- | --------- | --------- | --------- | --------- |
| Зимові Олімпійські ігри                            |           |           |           |           |           | 29        |
| Чемпіонати світу з фігурного катання               |           |           | 41        | 33        | 32        |           |
| Чемпіонати Європи з фігурного катання              |           |           | 32        | 35        | 34        | 19        |
| Чемпіонати світу з фігурного катання серед юніорів | 19        | 17        |           |           |           |           |
| Чемпіонати Румунії з фігурного катання             | 2         | 3         | 1         | 1         | 1         |           |
| Турніри: «Nebelhorn Trophy»                        |           |           |           | 14        |           | 13        |
| Турніри: «Merano Cup»                              |           |           |           |           |           | 9         |
| Меморіали Карла Шефера                             |           |           |           |           | 10        |           |
| Турніри: «Coupe de Nice»                           |           |           |           | 12        |           |           |
| Турніри: «Золотий ковзан Загреба»                  | 15        | 22        | 16        | 16        |           |           |
| Турніри: «Crystal Skate»                           | 4         | 9         |           |           |           |           |
| Етапи юніорського Гран-Прі, Болгарія               |           | 18        |           |           |           |           |
| Етапи юніорського Гран-Прі, Хорватія               |           | 19        |           |           |           |           |
| Етапи юніорського Гран-Прі, Угорщина               | 18        |           |           |           |           |           |
| Турніри: «Montfort Cup»                            | 3         |           |           |           |           |           |

### до 2004 року
| Сезони/Змагання                        | 1998/1999 | 1999/2000 | 2000/2001 | 2001/2002 | 2002/2003 | 2003/2004 |
| -------------------------------------- | --------- | --------- | --------- | --------- | --------- | --------- |
| Чемпіонати Румунії з фігурного катання | 5         | 5         | 4         | 3         | 3         | 3         |
| Турніри: «Crystal Skate»               |           |           | 2         |           | 6         | 7         |